# バタク・マンダイリン語
バタク・マンダイリン語（バタク・マンダイリンご、英: Mandailing language）はスマトラ島で話されているオーストロネシア語族に属する言語である。

## 言語名別称
- マンダイリン語
- バタック・マンダイリン語
- マンダイリン・バタク語
- マンダイリン・バタック語
- Batta
- Mandailing Batak